# Peter Swinnerton-Dyer
Henry Peter Francis Swinnerton-Dyer (Ponteland, 2 agosto 1927 – 26 dicembre 2018) è stato un matematico britannico, conosciuto per il suo lavoro in teoria dei numeri e in particolare sulla congettura di Birch e Swinnerton-Dyer. Gli sono stati assegnati nel 2006 il Premio Pólya e la medaglia Sylvester.